# لقسامان
لقسامان (بالجاوية: لقسامان) هو رتبة داخل القوات المسلحة، على غرار موقف الأدميرال في ممالك الملايو القديمة، وفي البلدان الحالية مثل إندونيسيا وماليزيا. منذ أن كانت جنوب شرق آسيا جزءًا من الهند الكبرى، وأثناء وبعد إمبراطورية سريفيجايا الهندوسية. نشأت كلمة «لقسامان» من لقشامان، وهي شخصية في الملحمة الهندوسية رامايانا.

## سلطنة ملقا
كانت اللقسامان في سلطنة ملقا مسؤول عن الأمن البحري في السلطنة، والأهم من ذلك الطريق التجاري بين الصين والهند داخل مضيق ملقا، وكان هذا الطريق التجاري هو شريان الحياة للسلطنة. وكانت القيادة الكاملة لأسطول ملقا في يده، ويعلوه فقط البندهارا والسلطان.

## الاستخدام في العصر الحديث

### الجيش
في العصر الحديث تشير الكلمة إلى رتبة في إندونيسيا (في البحرية الإندونيسية ووكالة الأمن البحري الإندونيسي) وفي ماليزيا (في البحرية الملكية الماليزية ووكالة الإنفاذ البحري الماليزي).

### استخدامه كلقب عائلي
لقسامان هو اسم عائلة في الفلبين.

## مرجع
1. ↑  Miksic، John N. (2009). Southeast Asian Ceramics: New Light on Old Pottery. Editions Didier Millet. ص. 81. ISBN:9789814260138. مؤرشف من الأصل في 2020-06-26.
2. ↑  "The Sri Bija Diraja is Entrusted Overlordship of Singapura". HistorySG. 2014. مؤرشف من الأصل في 2019-11-28. اطلع عليه بتاريخ 2020-04-09.
3. ↑  Peraturan Pemerintah Republik Indonesia Nomor 39 Tahun 2010 Tentang Administrasi Prajurit Tentara Nasional Indonesia، No. 39 of 2010 نسخة محفوظة 10 يناير 2020 على موقع واي باك مشين.
4. ↑  Akbar, Norvan (31 Jan 2019). "Hilangkan Ego Sektoral, Bakamla Terapkan Sistem Kepangkatan dan Seragam Baru". JPP (بالإندونيسية). Archived from the original on 2020-06-26. Retrieved 2020-04-13.
5. ↑  "Pangkat" (بالملايوية). Malaysian Armed Forces HQ. Archived from the original on 2019-12-22. Retrieved 2020-04-09.
6. ↑  "Pangkat Maritim" (بالملايوية). Malaysia Maritime Enforcement Agency. Archived from the original on 2020-06-26. Retrieved 2020-04-09.